# Comunitat de comunes del Loc'h
La Comunitat de comunes del Loc'h (en bretó Kumuniezh kumunioù al Loc'h) és una estructura intercomunal francesa, situada al departament d'Ar Mor-Bihan a la regió Bretanya, al País de Vannes. Té una extensió de 194,27 kilòmetres quadrats i una població de 12.705 habitants (2009).

## Composició
Agrupa 6 comunes :
- Brandivy ;
- Colpo ;
- Locmaria-Grand-Champ ;
- Locqueltas ;
- Grand-Champ ;
- Plaudren ;